# بخش آتلانتا، شهرستان بکر، مینه سوتا
بخش آتلانتا (به انگلیسی: Atlanta Township) یک منطقهٔ مسکونی در ایالات متحده آمریکا است که در شهرستان بکر، مینه‌سوتا واقع شده‌است.
 بخش آتلانتا ۹۳٫۵ کیلومتر مربع مساحت و ۱۱۳ نفر جمعیت دارد و ۳۶۸ متر بالاتر از سطح دریا واقع شده‌است.